# Pestsjany (schiereiland)

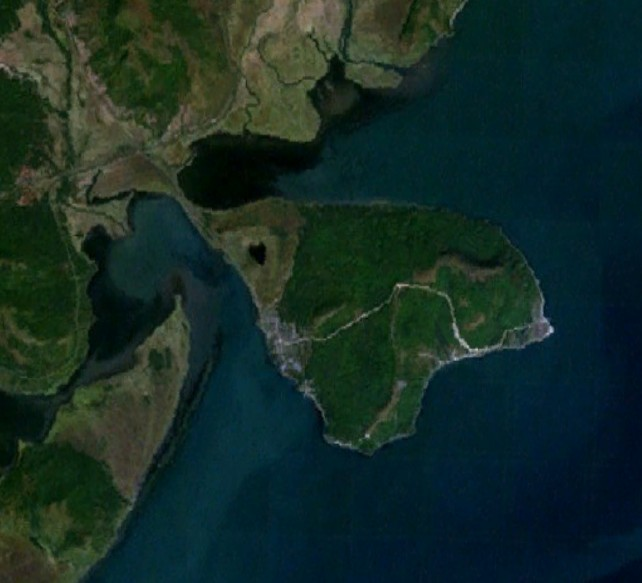
Satellietbeeld van het schiereiland met ten zuiden ervan de Melkovodnajabocht en ten noorden de Pestsjanajabocht

Pestsjany (Russisch: Песчаный; "zanderig") is een schiereiland aan de westelijke oever van de Amoerbaai in het zuiden van de Russische kraj Primorje, schuin tegenover de stad Vladivostok (12 kilometer hemelsbreed). Het behoort tot de gorodskoj okroeg van Vladivostok. Aan westzijde is het door een smalle landtong verbonden met het vasteland. Aan westzijde bevindt zich de Melkovodnajabocht en aan noordzijde de Pestsjanajabocht. Het hoogste punt (177 meter) ligt aan oostzijde van het schiereiland. Op het schiereiland liggen de plaatsen Beregovoje (westzijde) en Pestsjany (oostzijde), waarvan de eerste door een weg over de smalle landtong is verbonden met het vasteland. Het noordoostelijkste punt wordt Kaap Tichatsjov genoemd, het oostelijkste Kaap Pestsjany (waar de gelijknamige plaats ligt) en het zuidelijkste Kaap Ogranovitsj. Op het schiereiland bevinden zich overblijfselen van barakken, opslagruimten en raketlanceerinrichtingen, die dateren uit de sovjetperiode.
De naam is mogelijk een Russische vertaling van de Engelse benaming "Sandy" voor het schiereiland. Ook zou het kunnen verwijzen naar de zandige kusten zonder rotsen.